# 동기간
《동기간》은 1996년 4월 27일부터 같은 해 7월 28일까지 방영된 MBC 주말연속극으로, 70·80년대 지방 소도시를 배경으로 아버지의 의미와 혈육의 정을 그린 가족 드라마이다.

## 등장 인물
- 이영애(박용자)
- 이진우(박태웅)
- 정준호(박상백)
- 이민영(박소백)
- 이대근(박만호)
- 전인화(한순옥)
- 선우은숙(재숙) : 미령 어머니
- 김해숙(해월댁) : 용자 어머니
- 김민정(심 여사)
- 조미령(박미령)
- 김서라(한순희)
- 한인수(박만철)
- 김현미(이춘희)
- 조수희(조덕순)
- 김지수(이국희)
- 방양희, 고주희, 박용우, 최지나, 성인자, 문회원, 김용선, 손종범, 최우혁, 이효정, 이정훈

## 결방 및 편성 변경 (1996년)
- 5월 4일 : 특집 《어린이에게 새생명을》 편성으로 결방됐으며 다음 날 오후 7시부터 3회, 4회 연속 방송
- 5월 18일 : 아프로-아시안 클럽 챔피언십 《천안 일화 천마 VS 올랜도 파이러츠 FC》 중계방송으로 인해 결방
- 5월 25일 : 《1996년 미스코리아 선발대회》 편성으로 인해 결방
- 6월 1일 : 월드컵 특집 프로그램 편성으로 인해 결방
- 당초 50부작으로 기획되었으나 40%대의 시청률의 동시간대 KBS 2TV <목욕탕집 남자들> 때문에 고전을 면치 못한 채 25부작으로 조기종영됐다.

## 참고 사항
- 톱스타 이영애[2]를 주역으로 기용했지만, 복고적인 드라마의 강점을 살리지 못했고 흐름이 산만하여 구심점을 갖지 못한 것이 조기종영의 패인으로 지적된다.
- 드라마의 배경과 뼈대, 스토리를 이끌어나가는 방식이나 인물 설정이 같은 방송사 드라마 <아들과 딸>과 유사하다는 지적을 받았다.
- 동시간대 KBS 2TV <목욕탕집 남자들>에 출연 중이던 이진우를 자사(89년 11월 MBC 공채) 출신이란 명분으로 중도 하차시키고 데려왔으며, 이런 이유로 <목욕탕집 남자들> 집필자 김수현의 자존심을 정면으로 건드리기도 했다.